# Pollenia astrictifrons
Pollenia astrictifrons är en tvåvingeart som beskrevs av Dear 1986. Pollenia astrictifrons ingår i släktet vindsflugor, och familjen spyflugor. Inga underarter finns listade i Catalogue of Life.